# ATHLETE

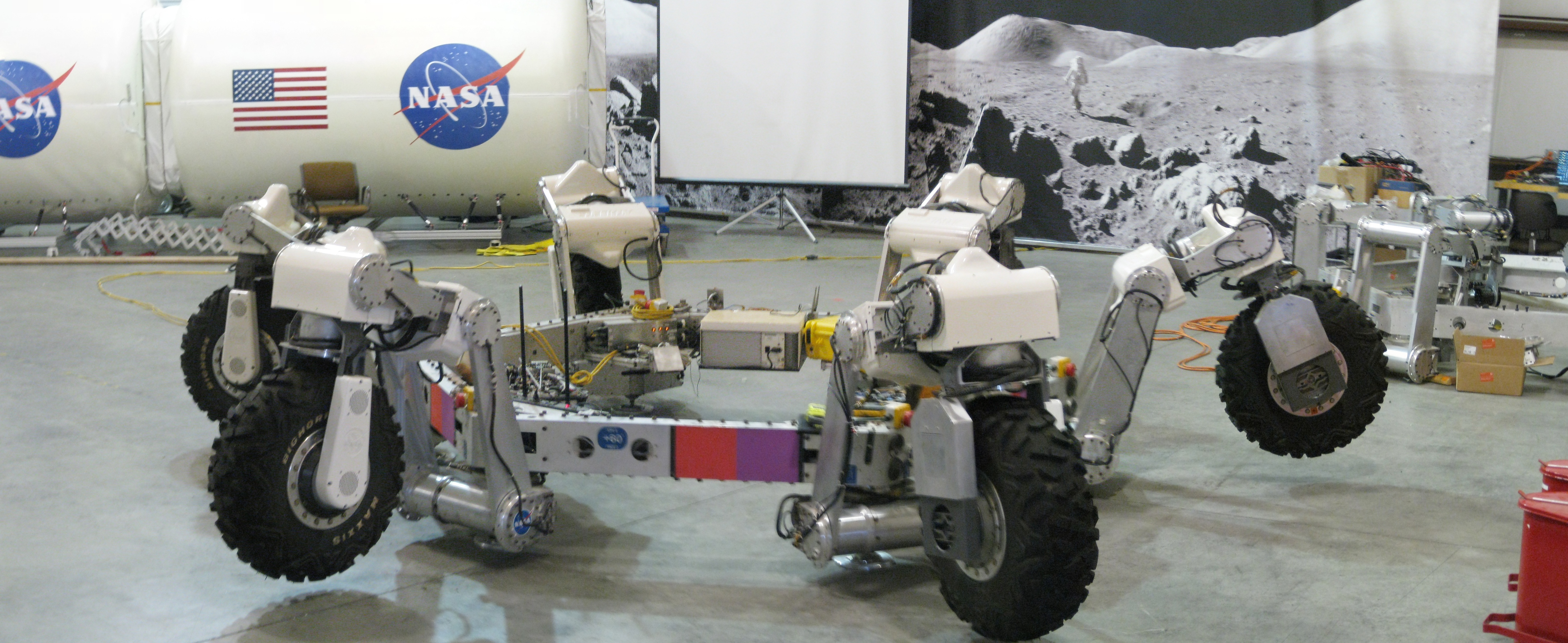
ATHLETE.

ATHLETE (All-Terrain Hex-Limbed Extra Terrestrial Explorer) es un proyecto de robot para realizar funciones de transporte de carga (hasta 450 kg), montaje, mantenimiento y servicio sobre la superficie lunar. Está formado por seis miembros, cada uno portando un manipulador con seis grados de libertad con una rueda en su extremo. El vehículo podría rodar en terreno llano y caminar en terreno accidentado. Los miembros podrían usarse también para tareas de manipulación añadiéndole herramientas que serían accionadas por los motores de las ruedas.
El equipo de desarrollo incluye al JPL, el JSC, ARC y Boeing.